# 聖護寺
聖護寺（しょうごじ）は、熊本県菊池市にある曹洞宗の寺院。開山は大智祖継、開基は菊池武重。中興開山は村上素道。

## 歴史
聖護寺は、1338年（延元元年）に菊池氏第13代菊池武重が大智を招いて建立、開山した。僧尼混在の寺院として老若男女を問わず修行し、菊池一族の精神のよりどころとなっていた。禅師が玉名広福寺に移ると、その後十数代は続いたとされる。寺内の古塔群から1497年（明応6年）没年の「当寺九世令峻」との僧名が認められる。

## 復興

### 村上素道
廃寺と化して500年以上を経て、1942年（昭和17年）、晧臺寺29世村上素道（大心素道）が徒手空拳で入山した。すでに山地と化していた廃寺跡であったが、禅師の遺徳の顕彰、古蹟復興に尽力し、仮本堂の建立、諸堂の復興、さらに著述にと活動し、1964年（昭和39年）暮、90歳で遷化、中興開山と諡された。

### 鈴木素田
村上素道の跡を託されたのが弟子の鈴木素田である。師の遺志を継ぎ、本堂の建立、仮本堂の庫裡への改修、鐘楼の整備を行った。また、全世界の戦没者を供養する宝篋印塔の建立を行った。中興二世。

### 楢崎一光
鈴木素田の跡を託されたのが当時永平寺後堂であった瑞應寺29世楢崎一光（大玄一光）である。元々出家前の鈴木素田と旧知であったことから親交を深めていたが、鈴木が病床にある際に聖護寺復興支援者に遺言をして、後を託されることとなった。楢崎自身は、本人が住職に就いている瑞応寺において専門僧堂の指導者として後進の指導に当たっていたことから固辞していたが、カトリックが招聘した霊性交流への参加に伴い欧米を歴訪した際に、有志僧侶による曹洞禅の欧米へと広まりを見せる中で、同じく世界に広まっていた日本の臨済禅・黄檗禅、中国の曹洞正宗・臨済宗の禅との混交や、自然回帰思想の瞑想の一形態としての禅という変質に危機感を覚え、「国際禅道場」という構想を持つに至った。そこで聖護寺の伽藍を七堂伽藍に整備し、海外からの留学僧を受け入れ道元の禅を正しく伝える場所として維持することを提案した。復興支援者も、道元の正嫡である大智ゆかりの寺としてふさわしいと同意を見せたことから、新たに僧堂・寮舎（トイレ・風呂併設）・開山堂・茶室（方丈+客殿）、開山墓・世代墓や聖護尼廃寺周辺の整備を進め、曹洞宗宗務庁の支援もあって「国際禅道場」として夏安居が始まった。楢崎が永平寺副貫主に就いたことから、より一層の曹洞宗の道場として充実を図っていた半ば、楢崎は病に倒れた。中興三世。

### 楢崎通元
その後、楢崎一光の弟の楢崎通元（慈航通元・元永平寺後堂）が瑞応寺とともに跡を継ぎ、修行僧の指導に当たっている。復興支援者の組織は国際禅道場鳳儀山聖護寺護持会に改組され、村上素道の書籍の整備と出版、楢崎一光の聖護寺関連の書籍の整備。大智禅師・村上素道・鈴木素田・楢崎一光の足跡・遺構の維持や復興。また、大智六百回忌に合わせて、唯一未建立で残っていた山門の整備を行っている。

### 現在
近年問題となっている少子化は、修行僧の減少にも繋がっている。親僧堂にあたる瑞應寺専門僧堂もその例外ではなく、修行僧が少なく運営に苦慮をしている。このため、聖護寺に修行僧を派遣する余裕が無くなり、留守番・指導役の僧侶も常駐しない状態が続き、国際禅道場期間中以外には修行僧がいない状態になっているが、鳳儀山聖護寺護持会により管理がなされており、無人ではない。
再興旧本堂である庫裡の建て替え計画が進んでいる。

## 旧聖護寺の遺構
歴史にも記したように、大智が20年居住したのち、すぐに菊池氏も衰退したために、聖護寺の正確な場所、また、いつまで聖護寺やその後継寺院があったのかなどは一切不明である。
現代の聖護寺が立つ場所は、大智時代の聖護寺の場所とは異なるとされる。しかし、村上素道が入山した際には、この地に大きな建物の礎石が並んでおり、この地を聖護寺跡であるとして仮本堂を建立している。今日の本堂は、その礎石をそのまま利用して建っているといわれる。
また少し離れた場所には、五輪塔が多数散在する場所があり、また別な場所には僧侶の墓石である卵塔墓と五輪塔が並ぶ場所があり、特に後者は地元班蛇口では「比丘尼の森」と呼ばれ悲劇と共に言い伝えられ、双方の地ともに畑にしてはならないという言い伝えが伝わっている。以前はこんもりと樹木が生い茂った場所であったが、大智六百回忌の法要に関連して整備を行った。

## 詩偈
大智は、自らの祖録を残さないように言い遺したと伝わり、指導者として各地に招聘されたにもかかわらず、信者に与えたもの以外の遺墨などが残っていない。拾遺的に集められた詩偈（漢詩）がいくつかあり、その中に数作聖護寺にかかわる詩が残されている。